# Mścisław Juriewic
Mścisław (XII wiek) - książę Nowogrodu Wielkiego w latach 1155–1161.
Był synem Jerzego Dołgorukiego i jego pierwszej żony, córki połowieckiego chana Aepy. W 1155 poślubił nieznaną z imienia córkę Piotra Michałkowicza z Nowogrodu Wielkiego. Miał syna Jarosława.